# 法拉利360
法拉利360是由法拉利於1999年至2005年生產的雙座跑車。車型為中置V8後輪驅動的雙門跑車。
法拉利與美國鋁業公司合作生產全新的一種鋁製空間桁架底盤，使得車身強度比使用鐵製車身的F355高40%。這種設計儘管使得車身尺寸增加10%，但是車重減少了28％。隨著輕型車架的使用，新的宾尼法利纳車體偏離了數十年前的銳角以及使用跳燈的風格。 所有版本所使用的新的V8引擎, 擁有3.6L排量，平面曲軸以及鈦金屬連桿，產生395bhp (294 kW, 400PS)。360的馬力重量比與F355有顯著提升源自於輕量化的車身以及更強大的引擎。法拉利聲稱車重減少了60kg，0-100km/h（62mph）加速時間由4.7減少到4.5秒。360 Modena發布描述這輛車是“不合常理的快，並且與街車比起來更像舒馬赫的週末用車(ludicrously quick and sounded more like Schumacher's weekend wheels than a street car.)”。 但是其他車型並不一樣。當人車誌測試一輛F360時，這輛車比上一代更重，更慢。 
第一個推出的信號為360 Modena，過了一段時間推出了360 Spider。最後作為特別版本，推出了Challenge Stradale，擁有最高性能道路合法版本的360，並且擁有碳陶瓷制動（來自Enzo），賽道設定的懸吊系統，更好的空氣動力學，重量減少，增強的動力，以及為更注重賽道表現而修改的變速器。 全球有8,800輛Modena以及7,565輛Spider。其中有4,199輛出售予美國市場（1,810輛Modena，2,389輛Spider）。其中只有469輛Modena和670輛Spider裝配了6速手動變速器而並非F1單離合自動變速器。
除此以外亦有少量由Modena修改的廠房賽車,並且是以獨立的車型生產的。  最開始時360 Modena挑戰，讓官方改裝商進行改裝。Michelotto除此以外還加入了360 N-GT。N-GT 360挑戰加入了更多的條件來適應FIA N-GT的條件，並與其他的品牌競爭，比如保時捷。
亦有單獨的一輛360 Barchetta被生產，並用做於由法拉利送給前法拉利主席卢卡·迪·蒙特泽莫罗的結婚禮。

## 道路型號

### Modena

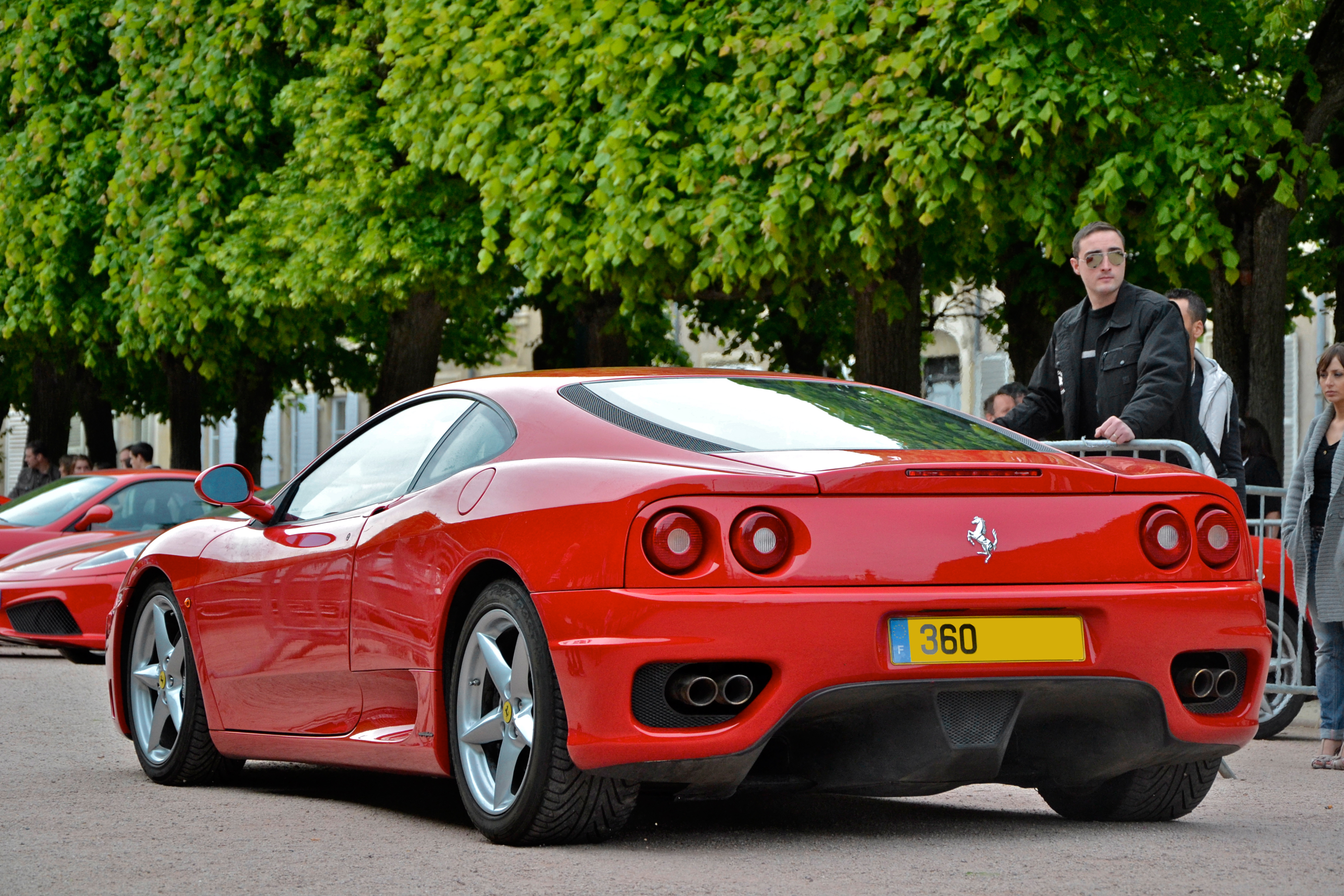
360 Modena

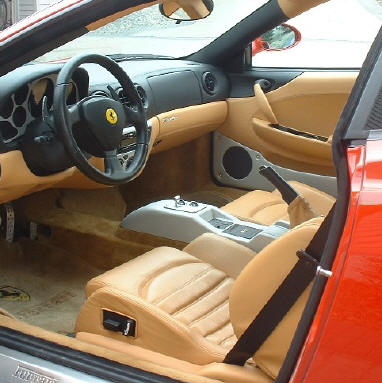
使用rosso corsa漆以及褐色皮革的Modena內飾。這輛車裝備了F1變速器，使用轉向柱上的換檔片進行換檔

第一款360的型號為Modena，並恩佐·法拉利的出生地摩德納命名。它的六速變速器可由手動變速器或F1電動液壓手動變速器中選擇。
360 Modena於1999年投入生產，直至2005年被F430替代。在Modena投入生產後的兩年，法拉利的第20款可合法路面行駛的敞篷车360 Spider投入生產，並且起始銷量超過了Modena。除了重量，Spider的規格幾乎與Modena一致。
Challenge Stradale之後也加入了360型號中，作為換代前的最後一款車型。 它本質上是輕量化的、原廠調教版本的Modena，並將許多Modena的可選配置作為標配比如碳製座椅，賽車型排氣管，碳製引擎室。法拉利聲稱它比Modena輕110kg來改善它的操控。Challenge Stradale亦有許多底盤優化例如更硬的鈦金屬彈簧（減少簧下質量），更硬的橡胶衬套，以及改進過的防傾桿（與430 Scuderia使用的一樣），以及重新設計的主動懸掛電腦。這些更改還包括了更大的19" BBS輪圈，碳纖維製的後視鏡及座椅框架，比其他車款硬20%的鈦金屬彈簧，以及 碳纤维强化碳化硅 (C/SiC) 陶瓷複合材料的煞車碟。法拉利亦提供更多的選擇來進一步減少重量，其中包括將皮革內飾改為織物，移除電動車窗以及音響。聚碳酸酯側面車窗僅在歐洲提供，但是其材料製的後蓋在全球均有提供。它在2003年3月的日内瓦汽车展正式發佈並在短期內投入生產。Challenge Stradale在設計上可以與保時捷GT3 RS比較，並且在許多雜誌裡將這兩輛車進行路試來比較。

### Spider

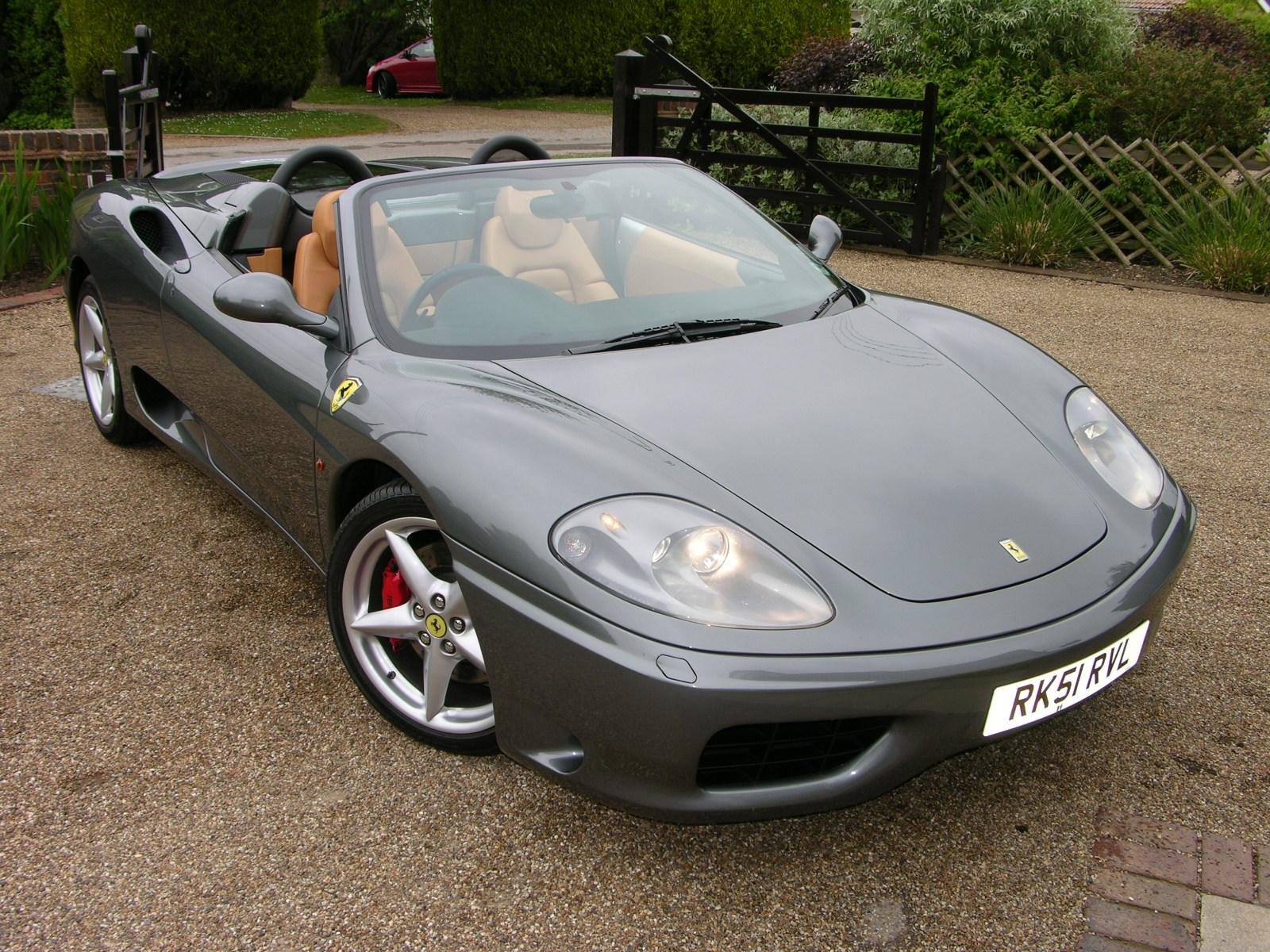

360 Spider是法拉利第二十款可在道路行駛的敞篷車。
360在設計時已考慮Spider的變種。由於在coupe上移除車頂會減少抗扭刚度，360在製造時便在其他地方進行強化。法拉利的設計師強化了底框梁， 加硬底盤鐵板，以及重新設計了擋風玻璃框架。車後隔板也必須強化以減少引擎傳入車艙的噪音。敞篷車所需的動態剛性也從額外的側面加固以及引擎前方的交叉撐竿所提供。加固的擋風玻璃框架以及防滾架能保證乘客的安全。

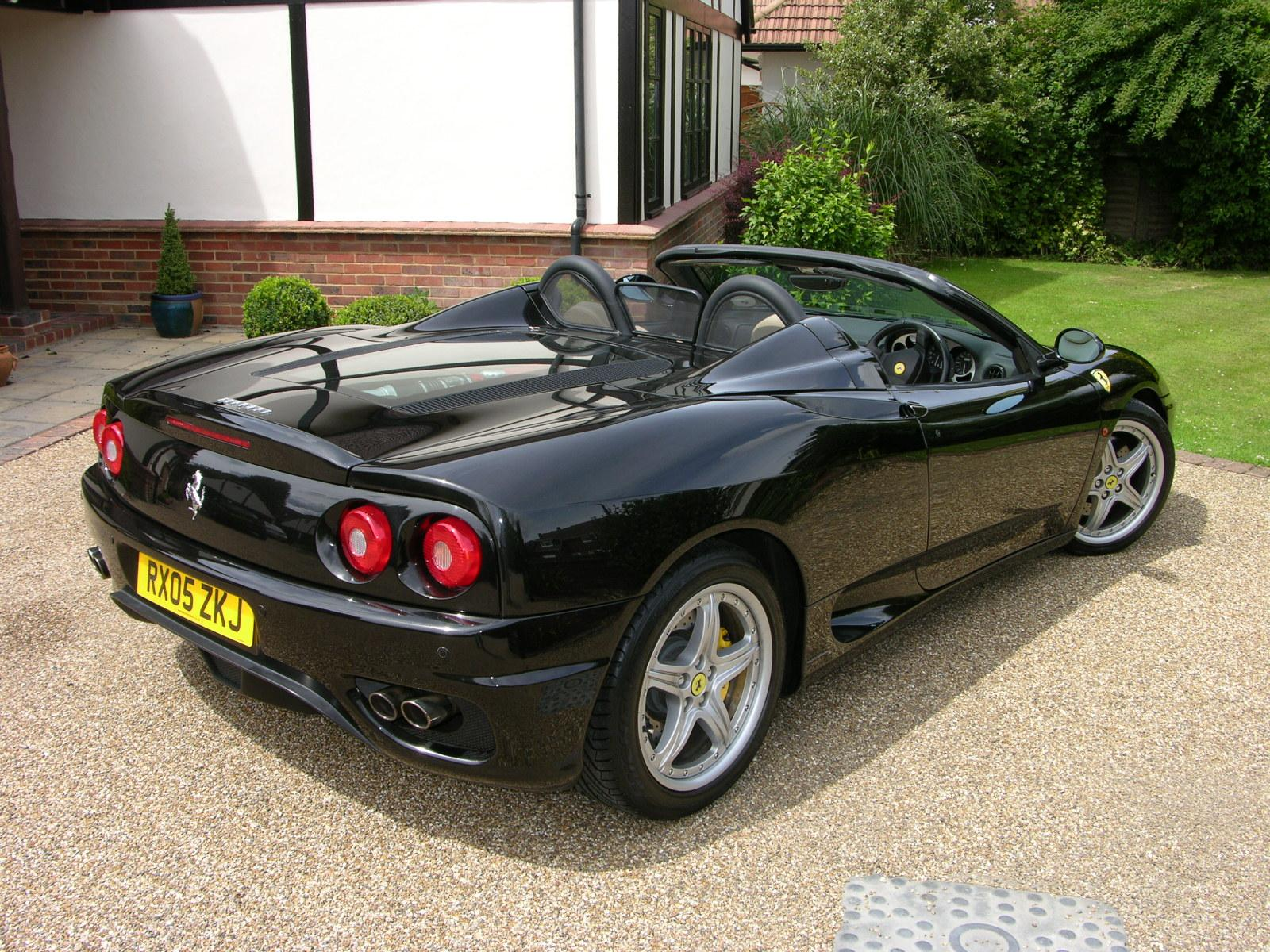
法拉利360 Spider後視圖

360 Spider體現了一個曲型的腰線。由於使用了更輕的鋁來生產，Spider只比Modena重了60kg (130 lb)。
與Modena一樣，它的3.6L V8引擎能產生294 kW的馬力（400 PS；394 hps），並且在玻璃蓋下。由於引擎封閉在車頂部的儲存空間，它需要側面的進氣口提供額外的空氣。Spider的進氣岐管向引擎部分移動，使其在進氣導管和引擎室中間，而不是Modena中將其分開。 在性能方面，由於輕微的重量增加，它的0-60 mph時間比Modena略長，最高時速亦有降低。
儘管此車有中置V8引擎，卻依然有一個電動折疊車頂，並能在不用時收在隔層裡。其折疊車頂能在黑色，灰色，藍色及米色中選擇。從關篷至敞篷的過程是兩步折疊過程，並且被人稱為“20秒的令人震驚的機械合奏”（"a stunning 20 second mechanical symphony"）。
Spider的內飾與Modena是一樣的。

#### 尺寸
- 總長度：4,477 mm（176.3英寸）
- 總寬度：1,922 mm（75.7英寸）
- 高度：1,235 mm（48.6英寸）
- 軸距：2,600 mm（102.4英寸）
- 前軸長：1,669 mm（65.7英寸）
- 後軸長：1,617 mm（63.7英寸）
- 質量：1,350（2,976磅）
- 整备质量: 1,553（3,424磅）[2]
- 重量分佈：42/58% 前/後
- 油箱容量：95 L （25 US gal；21 imp gal）

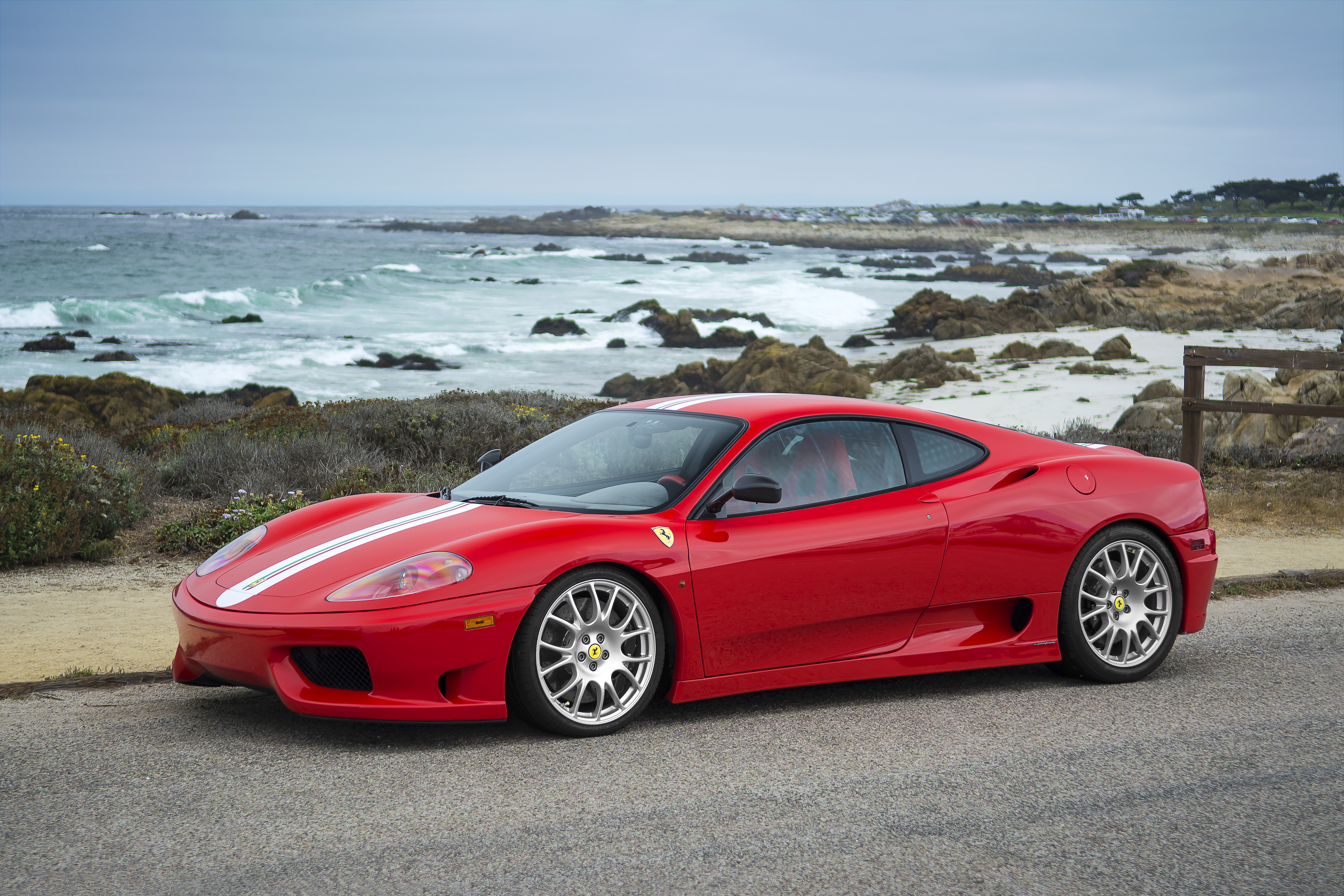
法拉利360 Challenge Stradale

### Challenge Stradale

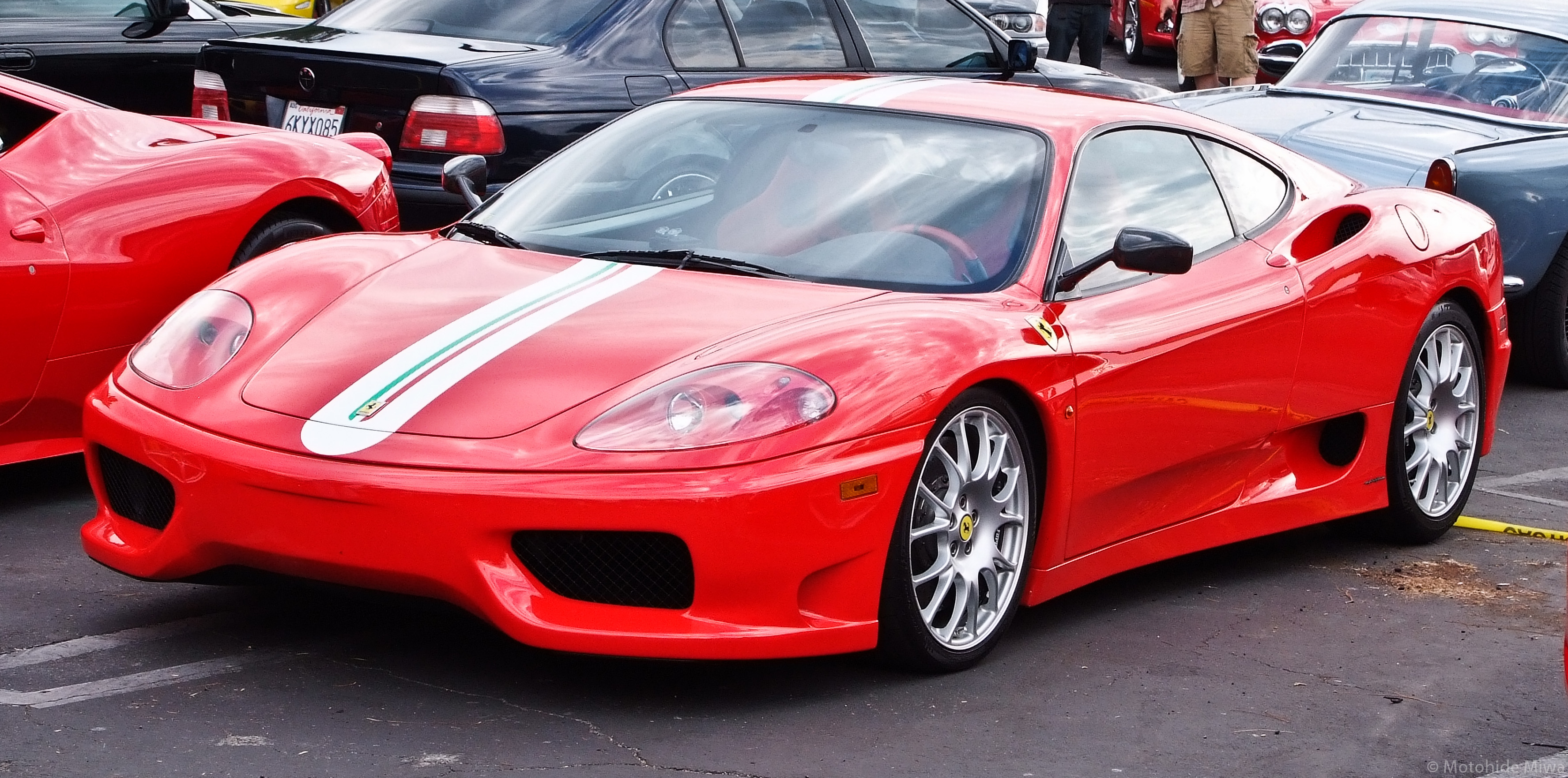
法拉利360 Challenge Stradale

Challenge Stradale是一款由360 Modena修改的低產量，並更注重賽道的車型。它的操控及煞車的表現與給360增加了FHP套件持平 (Fiorano Handling Pack)，而FHP套件只在裝備V12引擎的型號提供（如550，575或是F599），而甚少提供給V8車型。
這款車的靈感來自360 Modena挑戰（賽車系列），因此它的側重點在於從操控，煞車以及輕量化上來改善它的圈速。法拉利的工程師設計此車的起點為20%的賽道上的使用，以及80%的日常使用。它的馬力比Modean多了20 bph。
總體來說，如果選上所有的減輕重量的配置，如移走收音機等，Challenge Straddle可以比標配的Modena輕最多110 kg（243磅）。

#### 車輛規格
- 總體長度：4,477 mm（176.3英寸）

- 總體寬度：1,922 mm（75.7英寸）

- 高度：1,199 mm（47.2英寸）

- 軸距：2,600 mm（102.4英寸）

- 前軸長：1,669 mm（65.7英寸）

- 後軸長：1,617 mm（63.7英寸）

- 淨重：1,180（2,601磅）

- 整备质量：1,430（3,153磅）

- 油箱容量：95 L（25 US gal；21 imp gal）

### 规格

#### 引擎
所有車型均有一樣設計：
- 汽缸數：90° V8 F1310-00
- 缸徑及衝程： 85×79 mm (3.34×3.11 in)
- 排氣量：3586 <g class="gr_ gr_5 gr-alert gr_gramm undefined Grammar multiReplace" id="5" data-gr-id="5">cc</g> (218.8 in³)
- 紅線：8700 rpm

Modena, Spider, Modena F1 以及 Spider F1：
- 最高馬力：400 PS (294 kW; 395 bhp) @ 8500 rpm
- 最高扭矩: 373 N·m (275 lbf·ft) @ 4750 rpm[7]

Challenge Stradale:
- 最高馬力：425 PS (313 kW; 420 bhp) @ 8500 rpm
- 最高扭矩：373 N·m (275 lbf·ft) @ 4750 rpm

Modena 以及 Spider：
- 最高時速： 175 mph（282 km/h）[8][9]
- 下壓力：180 kgf (1.77 kN) @ 300 km/h (没有尾翼)
- 升力/阻力：-0.73:1
- 加速:
  - 0-37 mph（60 km/h）: 2.47 s
  - 0-60 mph（97 km/h）: 4.6 s
  - 0-62 mph（100 km/h）: 4.98 s[10]
  - 0-74.5 mph（120 km/h）: 6.79 s
  - 0-100 mph（160 km/h）: 11.1 s / 11.7 s
  - 0-130 mph（210 km/h）: 21.9 s
  - 1/4英里加速：13.1-13.2 s @ .   [2017-09-09]. （原始内容存档于2016-08-09）.
  - 1公里加速：23.74 s
- 煞車：70 mph（110 km/h）-0 mph: 165—175英尺（50—53米）
- 橫向加速：0.90g
- 600英尺（180米）繞樁速度： 69.0 mph（111.0 km/h）
- EPA計算的燃油經濟：
  - 市區：10 mi/US gal（24 L/100 km；12 mi/imp gal）
  - 高速：15 mi/US gal（16 L/100 km；18 mi/imp gal）[11]
  - 綜合： 11 mi/US gal（21 L/100 km；13 mi/imp gal）
- 預計一箱油可行駛路程程：
  - 市區：250 mi（400 km）
  - 高速：375 mi（604 km）

Challenge Stradale：
- 0-60 mph（97 km/h）: 4.0 s [12]
- 最高時速： 176 mph（283 km/h）
- 下壓力：約270 kgf (2.6 kN) @ 300 km/h (沒有尾翼)
- 升力/阻力：約-1.1:1